# 威武の嵐
威武の嵐（いぶのあらし）はアダルトゲーム雑誌『パソコンパラダイス』で連載された読者参加型ゲーム。1998年9月号から開始され、1999年9月号から2000年7月号までは続編の「天満月翹望」（あまみづきぎょうぼう）が連載された。作者はたかなみれい。

## 概要
日本国を模した架空の国「大和国」を舞台とし、時代を幕末期に設定した国盗りゲームである。
全国は現代の都道府県と同じ48の藩に分けられ、ご当地リーダーとしてNPCの「大志士」が設定されている。
プレイヤーの役どころは「志士」で、大和国の未来のために、さまざまな行動を選択することが可能となっている。
各地の情勢が毎回の物語として発表される中で、スポットが当たった志士＝プレイヤーの発言や活躍が描かれていた。

## 大志士
大志士は藩の代表であり、開国派・攘夷派・佐幕派など幕末当時の政治勢力の指導者でもある。
NPC扱いで、大志士が戦死したり暗殺されるとその勢力は滅亡してしまう。
その場合、近隣の他勢力に荷担合流して再興や復讐を図るプレイヤーも多かった。
勢力が滅亡しても、参加者による票が一定以上集まれば、生きている大志士が他勢力内の客将という扱いで復活もできた。
プレイヤーは自勢力の大志士を護衛したり、他勢力に対しては大志士暗殺を試みる。
あるいは他勢力大志士と談合して同盟を図ったり、吸収合併などの工作を行うこともできる。
大志士は幕末期の有名人をモデルにした美少女キャラであることが多い。
接触に成功すれば、友好の証あるいは屈服させた代償として彼女と「契る」ことが可能だった。
その様子は結果発表ページで描かれた。アダルトゲーム雑誌ならではの展開である。
また、毎回めざましい活躍を重ねた結果、一国の主＝大志士となったプレイヤーもいた。

## ゲームシステム
プレイヤーが操るキャラクターは「志士」。
領土を巡る戦争への参加、大志士の護衛や他勢力大志士への接触、そして大局に影響を及ぼす作戦の実行などが可能である。
幕末期の志士と同じく、自由意志を持って、好きな勢力に荷担する。
戦争では、攻防両者の志士の能力値、それに領土の戦力などを差し引いて攻略成功か防衛成功かの結果を得る。
大志士に対しては、護衛志士が接触に来た志士と戦い、勝ち抜けば大志士に接触できる。
大志士は3つのジャンケンの手を隠し持っており、その3回勝負に勝てば、任務は成功となる(暗殺か談合か)。
戦争で取った領土のポイント合計が毎回の成績となる。大志士への接触の結果、領土を併合したり、自勢力に大志士やその仲間である志士たちを迎え入れることもあった。
参加者の投票で毎回選ばれる作戦においては、同盟策や領内慰撫策の他、鉄砲の量産や武器の調達など戦争に関わる物が多かった。
兵器について、激化する内戦によりわずか2年の間に技術が飛躍的に進歩し、人型戦車、戦闘機、戦闘ヘリ、移動要塞や巨大ロボまでもが登場し、各勢力の切り札として使われた。

## プレイヤー
キャラクタークラスはこのゲームでは「身分」と呼ぶ。
攻防戦に強い「武士」「任侠」「貴族」「学者」。大志士の護衛や接触に向いた「人斬り」「商人」「神主」「外人」「芸人」。
それに能力値が他のキャラの倍もある「魔族」の中から身分を選ぶ。
そして能力点10点を力、知恵、信用に振ることでキャラクターは完成する。
ゲームに数回参加すると、能力ボーナスがもらえたり、上級身分にクラスチェンジでき、さらに数回参加で最終身分にクラスチェンジできる。

## 主なキャラクター
読者公募もあわせ36名ほどの大志士が登場したが、ゲーム終了まで表舞台に出ていられたのは8名だけだった。
オパオパ
沖縄藩主。陽気な南国娘。政治手腕を発揮して有力3藩から成る西南連邦の盟主となるも最終回で暗殺される。
坂本リョウ
高知代表。元ネタである坂本龍馬の知名度と、ポニーテールの美少女という姿もあって、最初から最後まで一番人気を誇った。
伊達ありさ
愛媛藩主。高知の坂本リョウに破れるも、青騎士と名を変えて復帰。沖縄に身を寄せ、オパオパの剣として活躍した。
高杉シン
山口代表。元ネタは高杉晋作で、本作では野戦好きの若者として描かれる。最後まで安定した人気を保っていた。
如月紅葉
広島の武家の娘。本来かませ犬だったが、清楚な容姿としとやかな性格が多くのファンを獲得した。
菜緒子・シェラ・E
滋賀藩主にして「十二幕将」のひとり。井伊直弼をモデルとするクールな淑女キャラ。滋賀県人や佐幕派に支えられ、激戦の中を奇跡的に生き残った。
紫水の次郎長
静岡藩代表の女任侠。ショートヘアの粋な少女で郷里のために善戦したが、魔族に襲われて絶命した。
千葉あやめ
剣豪の千葉周作がモデル。優しく強いお姉さんキャラで多くのファンがついた。千葉藩を捨て、流浪の旅を続けた剣士。
平賀三千歳
読者が考えたキャラで、モデルは平賀源内。元は朝廷の高官「九大天王」のひとりだったが、最終的には静岡藩に身を寄せた。
ロヨラ・イザナギ
「九大天王」のひとり。妖しい術を操る異国人で、仕込みステッキによる暗殺を得意とする。最後は行方不明となったが、作品世界を共通とする読参『みらくす☆くるーず』で「ミスターL」として再登場した。
松平ひかる
福島藩主で、幕府の高官「十二幕将」のひとり。秀才肌の美少年で、周囲の強豪に翻弄されながらも佐幕派の志士をよく導いた。
榎本洋子
モデルは榎本武揚で、男装の麗人。幕府艦隊司令だったが北海道を本拠にクーデターを起こし、多くの賛同プレイヤーを得た。
姉小路沙夜香
京都に本拠がある朝廷の代表者。謎めいた女性で普段は目を閉じて魔力を貯めている。後に魔族に寝返り、全国に禍を撒き散らした。
近藤IZAM
幕府直属の新選隊隊長。派手な衣装でオカマ口調の剣士。激戦の中で行方不明となり、魔族の首領として復活した。

## 参加者の動向
美少女キャラクターびいきの参加者、歴史ファンや幕末ファン、国盗りゲームを愛好するシミュレーションゲーマーなども参加したと思われる。
さらに県対抗戦という側面もあり、地元びいきの熱心な参加者もいた。
以上のように、同じ参加者でも参加動機はさまざまだった。
また、イラストハガキやゲームについてのアイデアを投稿する読者を厚く待遇していたので、投稿コーナーもにぎわいを見せていた。

## スタッフ
- テキスト：たかなみれい
- イラスト：CARNELIAN、あかり☆かずと、白石琴似